# ارتدت الفستان لتقتل (فلم 1946)
ارتدت الفستان لتقتل  (بالإنجليزية: Dressed to Kill) هو فيلم من سلسلة أفلام شرلوك هولمز انتج عام 1946 مأخوذ عن رواية مغامرة تماثيل نابليون الستة من تأليف آرثر كونان دويل، ومن بطولة بازل راثبون.

## مقالات ذات صلة
- شرلوك هولمز

## روابط خارجية
- مقالات تستعمل روابط فنية بلا صلة مع ويكي بيانات